# Namorona (rivière)
Le Namorona est un fleuve du versant est de Madagascar. Il naît près d'Ambalakindresy et se jette dans l'Océan Indien à 50 km au sud de Mananjary.